# Aleksandr Pumane
Aleksandr Giennadiewicz Pumane, ros. Александр Геннадьевич Пуманэ (ur. 15 lutego 1966 w Puszkinie, zm. 19 września 2004 w Moskwie) – oficer rosyjskiej marynarki wojennej, zmarły w wyniku obrażeń poniesionych w śledztwie z rąk moskiewskich milicjantów; podejrzewany o przygotowanie zamachu terrorystycznego w Moskwie.

## Życiorys
W 1989 ukończył Bakińską Szkołę Marynarki Wojennej im. Kirowa. Jako kapitan marynarki drugiej rangi był nawigatorem w 3. Flotylli Okrętów Podwodnych. W 2000 przeszedł na emeryturę i zamieszkał w Petersburg (według innych źródeł – w Moskwie).
Według niektórych źródeł należał do przestępczej grupy „Kingiseppskiej” (od nazwy miasta Kingisepp).
18 września 2004 został zatrzymany w Moskwie. W kierowanym przez niego samochodzie znaleziono dwie miny MON-50 z elektrodetonatorami, dwustugramowy blok trotylu, elektryczny układ sterowania i dwudziestolitrowy kanister z łatwozapalną cieczą. Według jednej z wersji Pumane miał dostarczyć samochód pod Panoramę Borodińską na zlecenie terrorystów czeczeńskich, planujących zamach na któregoś z dostojników państwowych, Według innej miał dokonać zamachu na jednego z kryminalnych przywódców rosyjskiego podziemia.
Pumane został przekazany do 83 wydziału milicji miasta Moskwy. Zatrzymanie i późniejsze przesłuchanie zostało przeprowadzone z naruszeniem szeregu regulaminów i instrukcji, zatrzymanego ciężko pobito. Po kilku godzinach od zatrzymania przekazano go do Instytutu im. Sklifosowskiego, gdzie zmarł na skutek odniesionych obrażeń. 
29 marca 2006 Presnienski sąd Moskwy uznał byłego naczelnika 83 OWD majora milicji Andrieja Semigina i kapitana milicji Josifa Smereku (który był dyżurnym w nocy, kiedy zatrzymano Pumane) winnym przestępczych zaniedbań, które doprowadziły do śmierci Pumane. Wszczęto poszukiwania majora RUBOP Wiaczesław Duszenko, który według ustaleń śledztwa bił Pumane po zatrzymaniu. 
Wiele wątków dotyczących Pumane do dziś jest niewyjaśnionych i trwają spekulacje dziennikarskie co do jego roli w ewentualnym zamachu czy też pracy w służbach specjalnych. Wcześniej kwestionowana była tożsamość zwłok - nie rozpoznała ich żona - którą potwierdziły zarządzone przez prokuraturę badania DNA. 